# 菲泽蟾属
菲泽蟾属（学名：Phyzelaphryne）为细趾蟾科的一个属。

## 下属物种
本属包括以下物种：
- Phyzelaphryne miriamae Heyer, 1977
- Phyzelaphryne nimio Simões, Costa, Rojas-Runjaic, Gagliardi-Urrutia, Sturaro, Peloso & Castroviejo-Fisher, 2018[2]